# Grand chambrier de France
Le grand chambrier de France était l'un des grands officiers de la couronne de France pendant l’Ancien Régime. Il s'agissait de l'une des charges conférant la noblesse héréditaire au premier degré dès le jour de l'entrée en fonction.
Le grand chambrier était le chef de la chambre du roi. Sous les premiers Capétiens, le grand chambrier gérait le Trésor royal (ou Trésor du roi) avec le grand bouteiller. Puis, le Grand chambrier perd la gestion du trésor sous Philippe Auguste au profit des Templiers, avant que la chambre des comptes, créée par Philippe IV le Bel et le Surintendant des Finances, apparu en 1311, ne viennent les suppléer dans cette fonction.
Cet officier possédait une des cinq grandes charges de la couronne. Il était non seulement distingué du grand chambellan, mais il lui était, en quelque manière, supérieur par l’étendue de son pouvoir. Il signait les chartes et autres lettres importantes. Pendant longtemps, il précéda le connétable, et il jugeait avec les pairs de France.
François Ier supprime cette dignité en 1545 au profit de celle de gentilhomme de la Chambre.

## Liste des grands chambriers de France
- 1061-1108 : Galeran de Senlis (Blanchard Silvanectensis)
- 1108-1121 : Guy de Senlis
- 1121-1130 : Guillaume de Senlis
- 1130-1150?: Albéric de Dammartin
- 1151-1175 : Mathieu II de Beaumont
- 1178-1191 : Adam Ier de Beaumont-Gâtinais
- 1190-1207 : Mathieu III de Beaumont-sur-Oise
- 1208-1237 : Barthélemy de Roye
- 1237-1242 : Ursion de Nemours
- 1240-1256 : Jean Ier de Beaumont-Gâtinais
- 1258-1270 : Alphonse de Brienne
- 1270-1277 : Érard de Vallery
- 1277-1306 : Robert II de Bourgogne
- 1312-1341 : Louis Ier de Bourbon
- ? - 1410: Louis II de Bourbon
- 1434-1456 : Charles Ier de Bourbon
- 1458-1488 : Jean II de Bourbon
- 1488-1503 : Pierre II de Bourbon
- 1520-1527 : Charles III de Bourbon
- 1527-1545 : Charles II d'Orléans

## Sources
- Nicolas Viton de Saint-Allais : Dictionnaire encyclopédique de la noblesse de France — Paris, 1816